# Gmina związkowa Droyßiger-Zeitzer Forst
Gmina związkowa Droyßiger-Zeitzer Forst (niem. Verbandsgemeinde Droyßiger-Zeitzer Forst) - gmina związkowa w Niemczech, w kraju związkowym Saksonia-Anhalt, w powiecie Burgenland. Siedziba gminy związkowej znajduje się w miejscowości Droyßig. Najbardziej na południe położona gmina związkowa kraju związkowego.
Gmina związkowa zrzesza pięć gmin wiejskich: 
- Droyßig
- Gutenborn
- Kretzschau
- Schnaudertal
- Wetterzeube